# Előszállás
Előszállás is een plaats (nagyközség) en gemeente in het Hongaarse comitaat Fejér. Előszállás telt 2602 inwoners (2001).

## Galerij

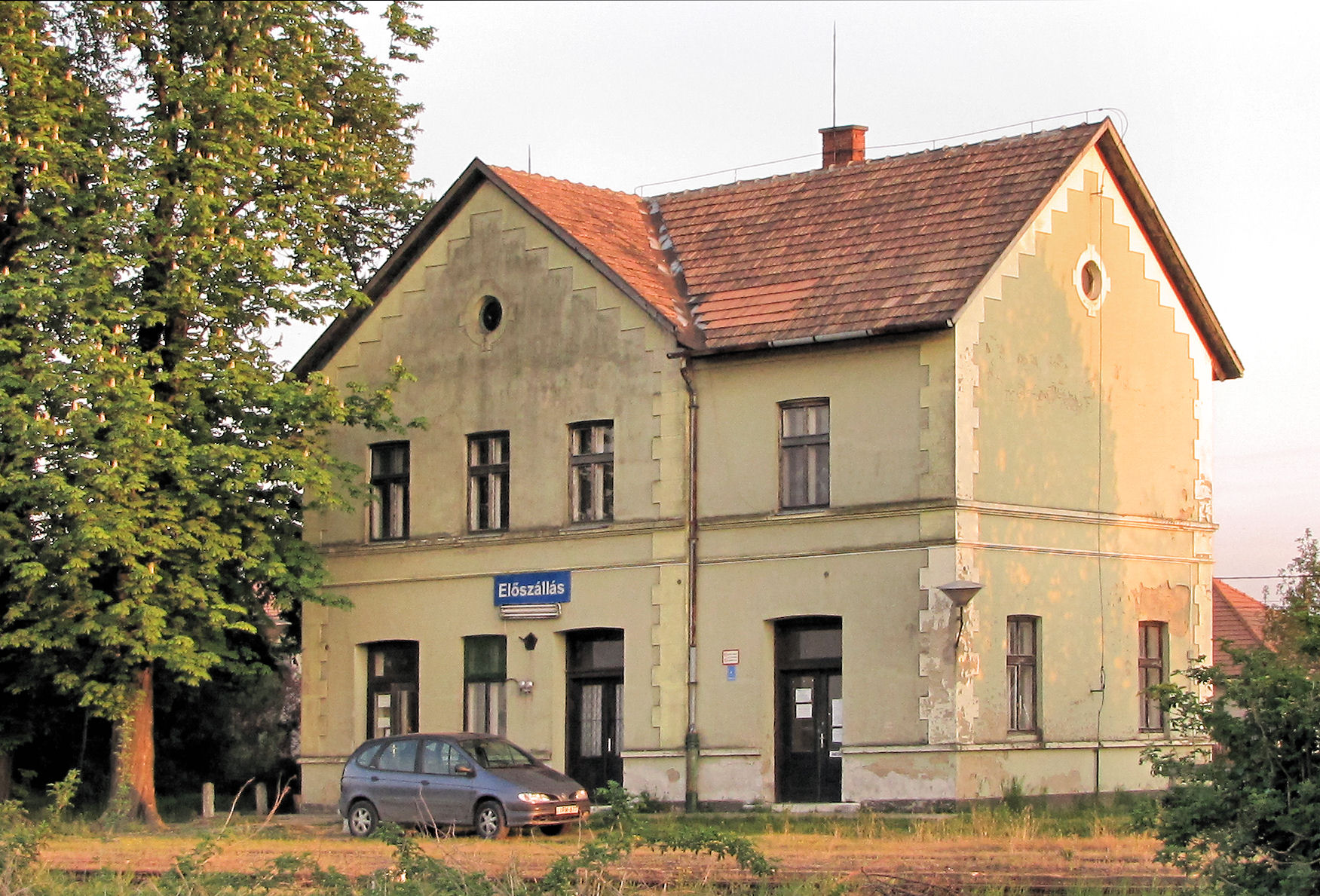
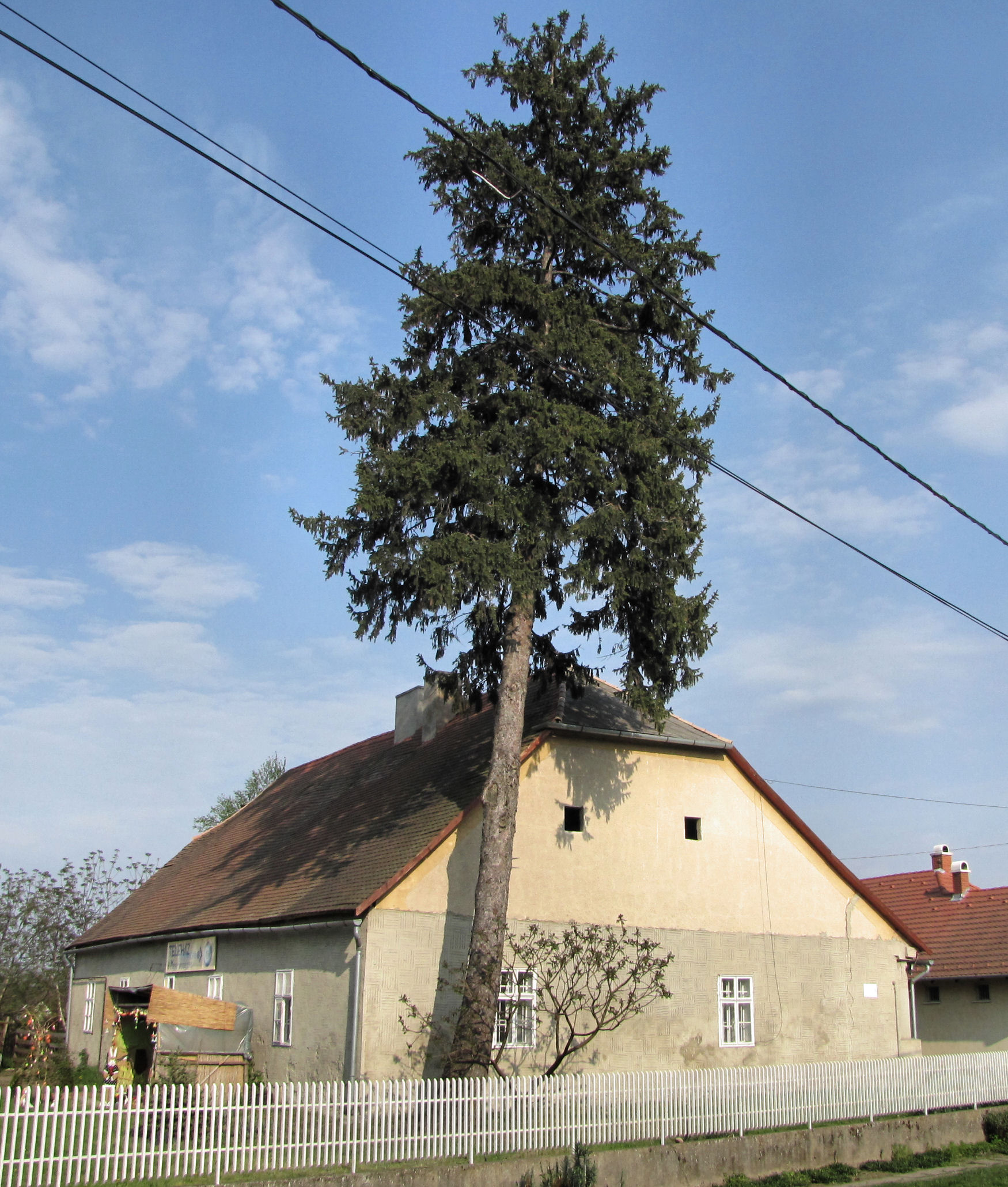
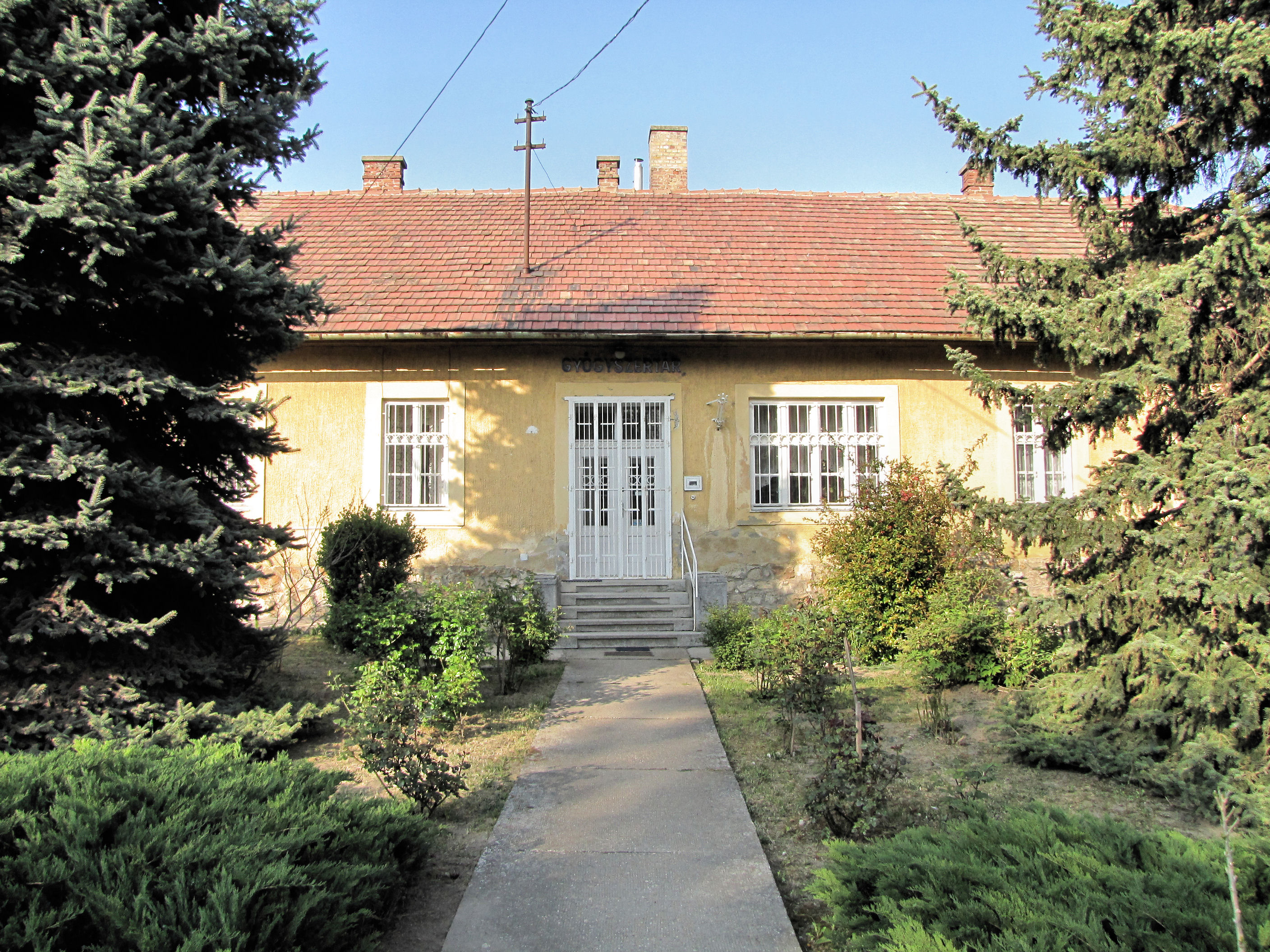
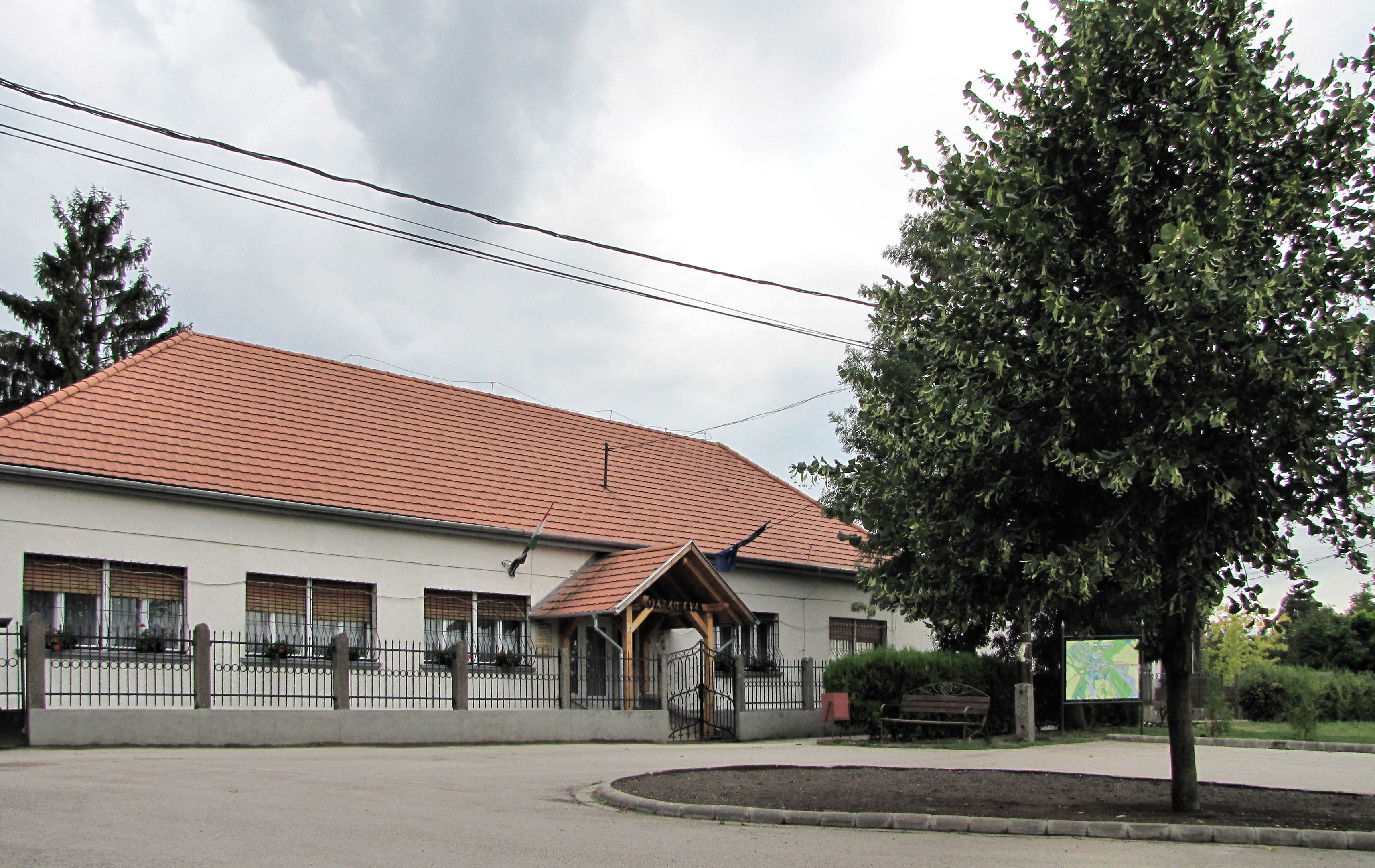
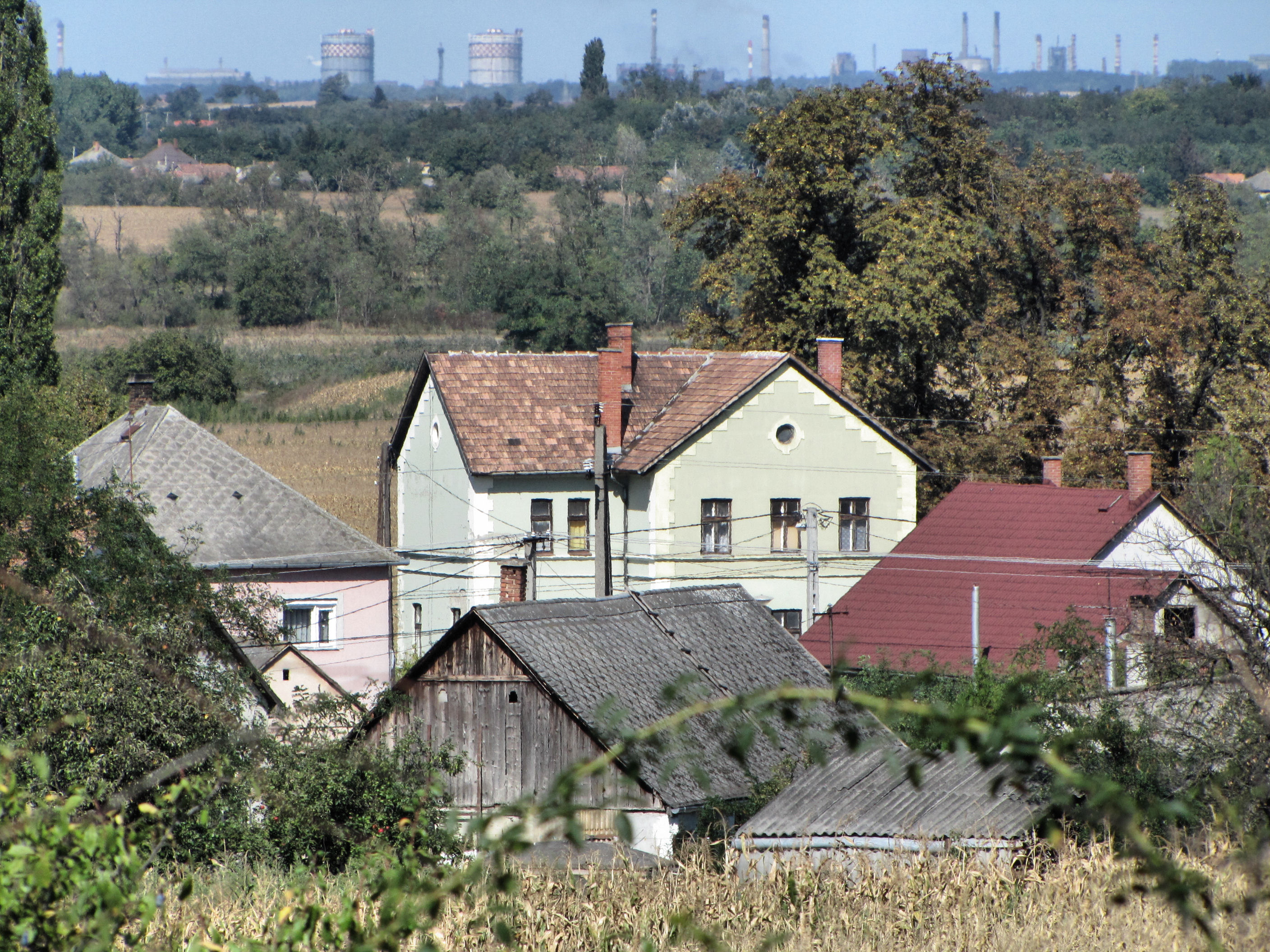
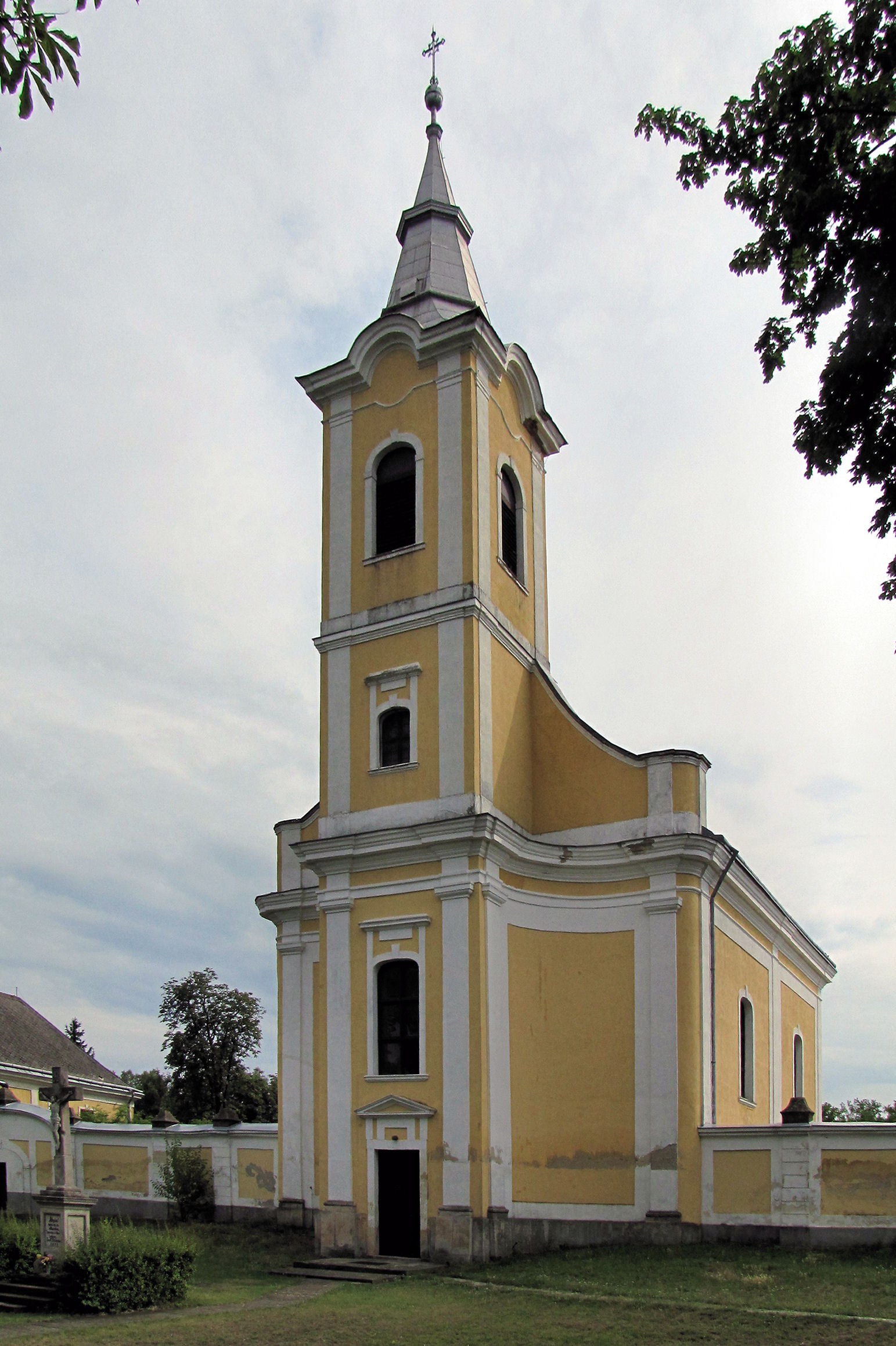
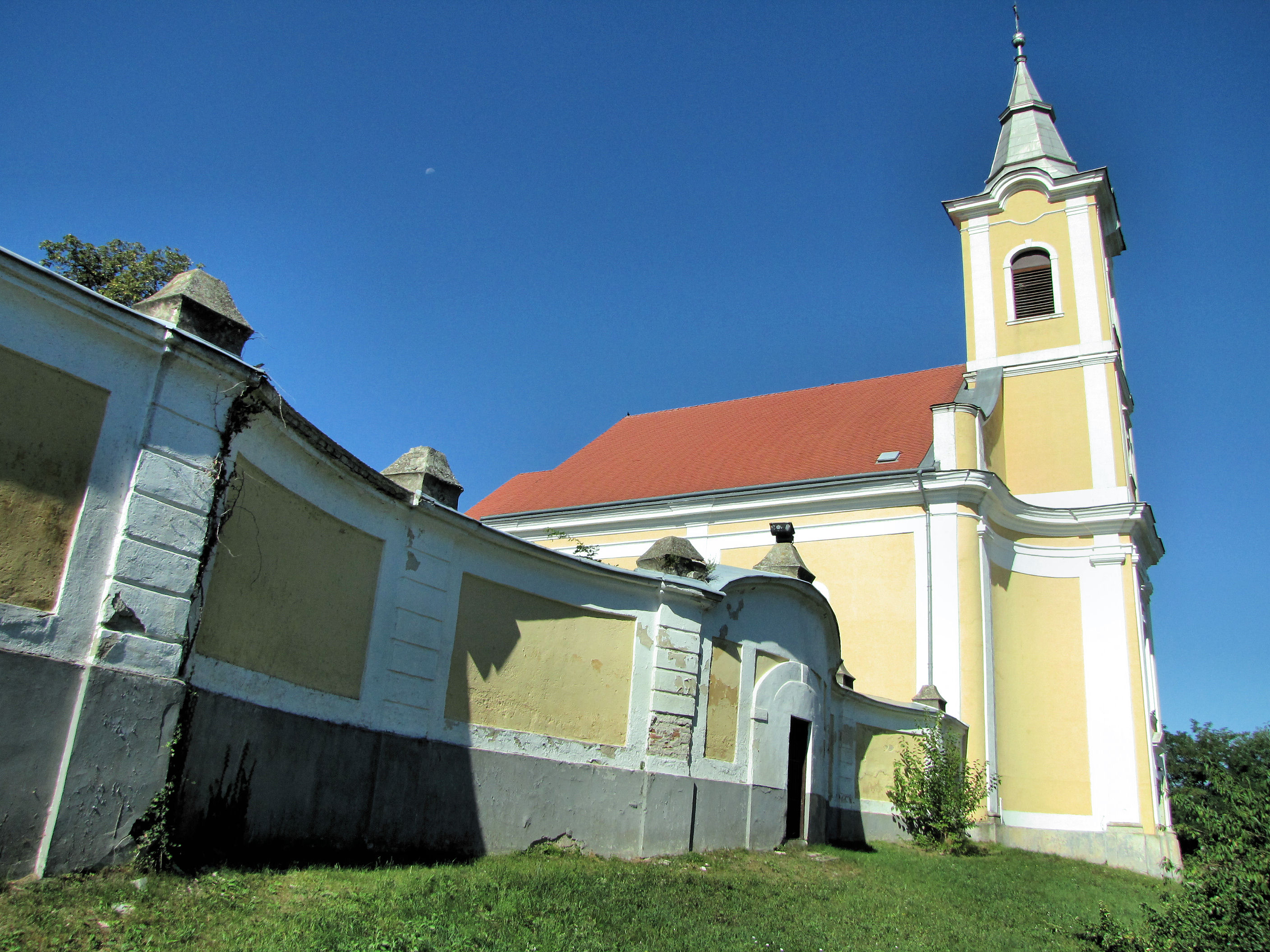
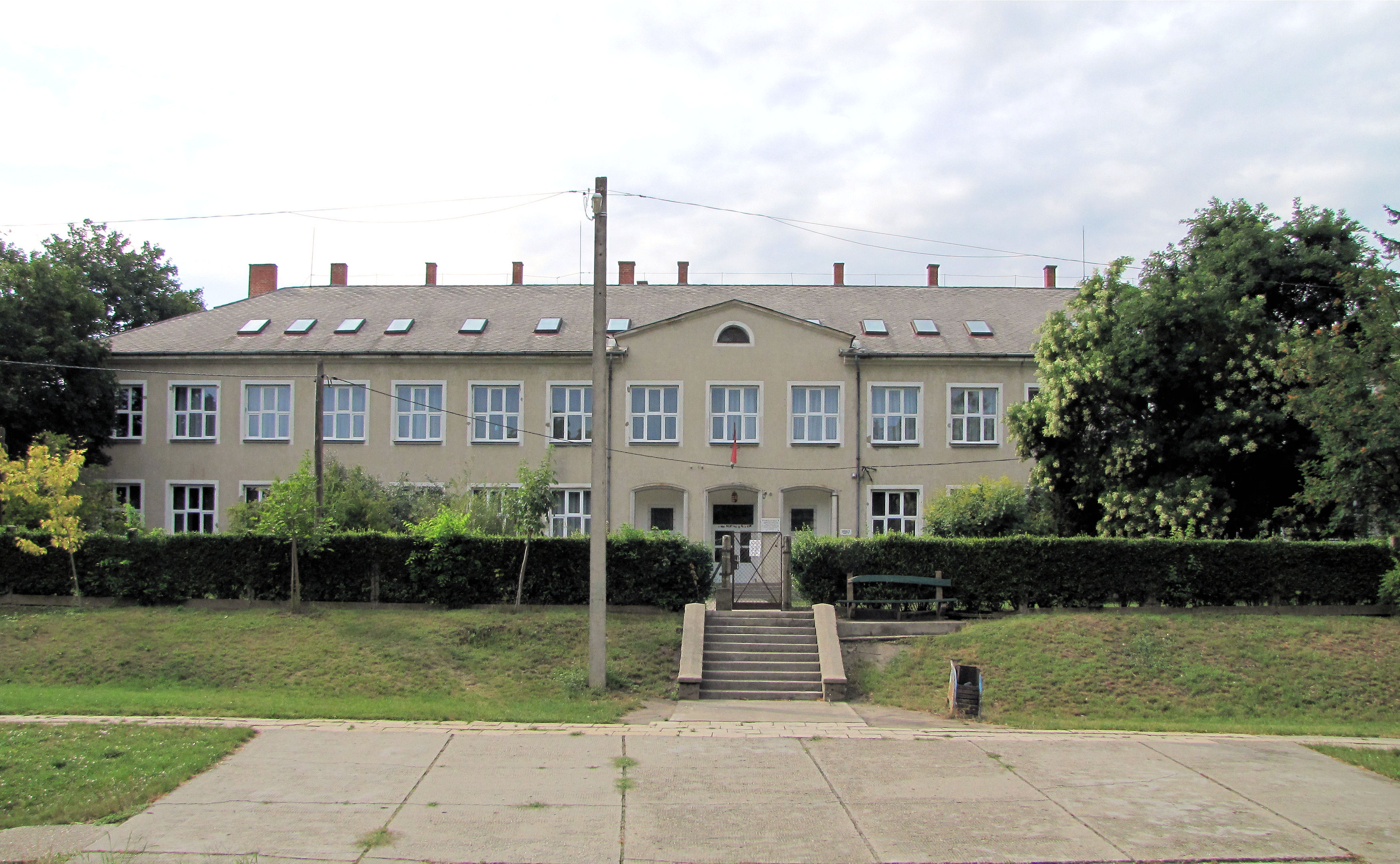
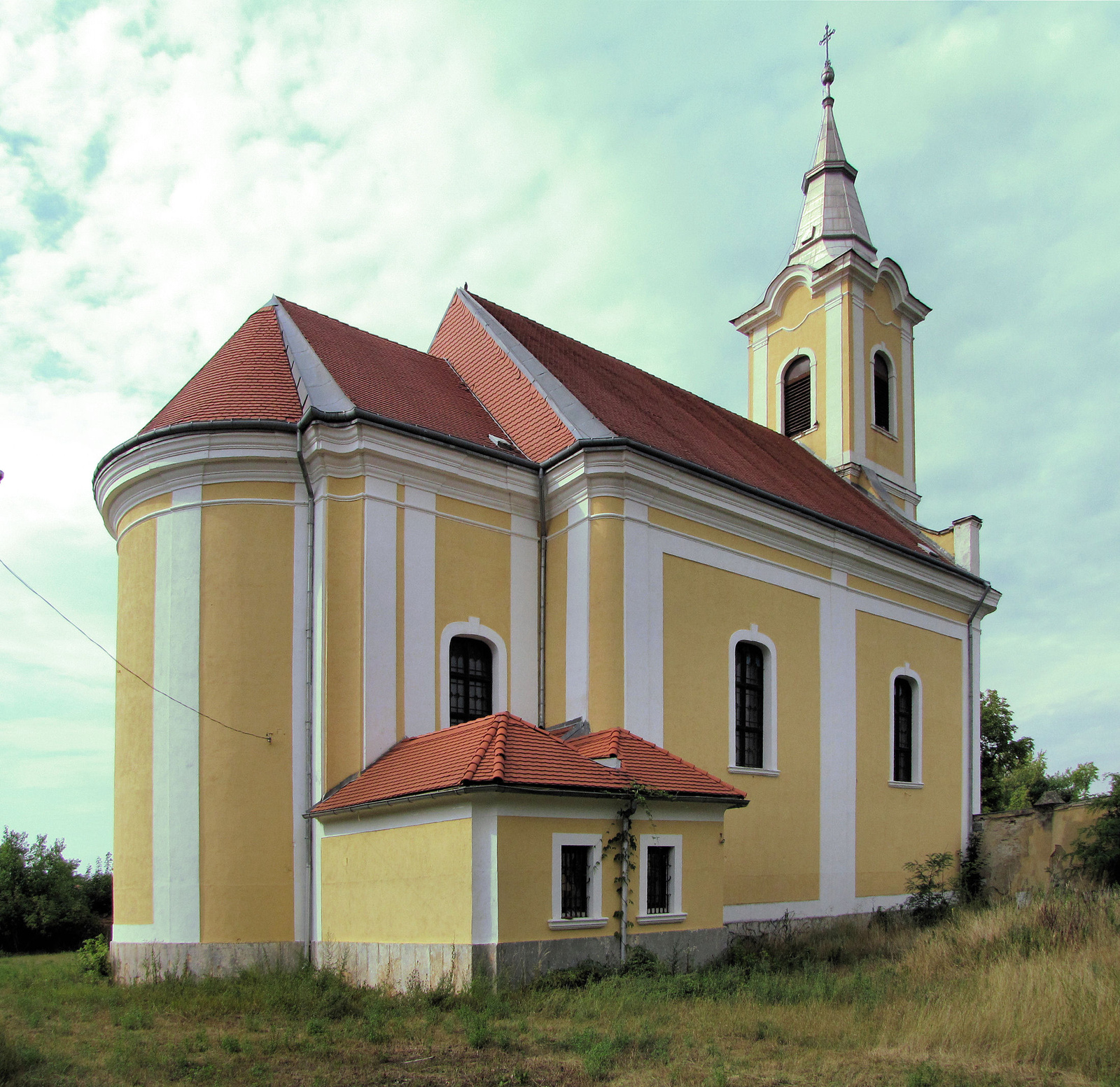